# Palacio Robert

Logotipo del Palau Robert

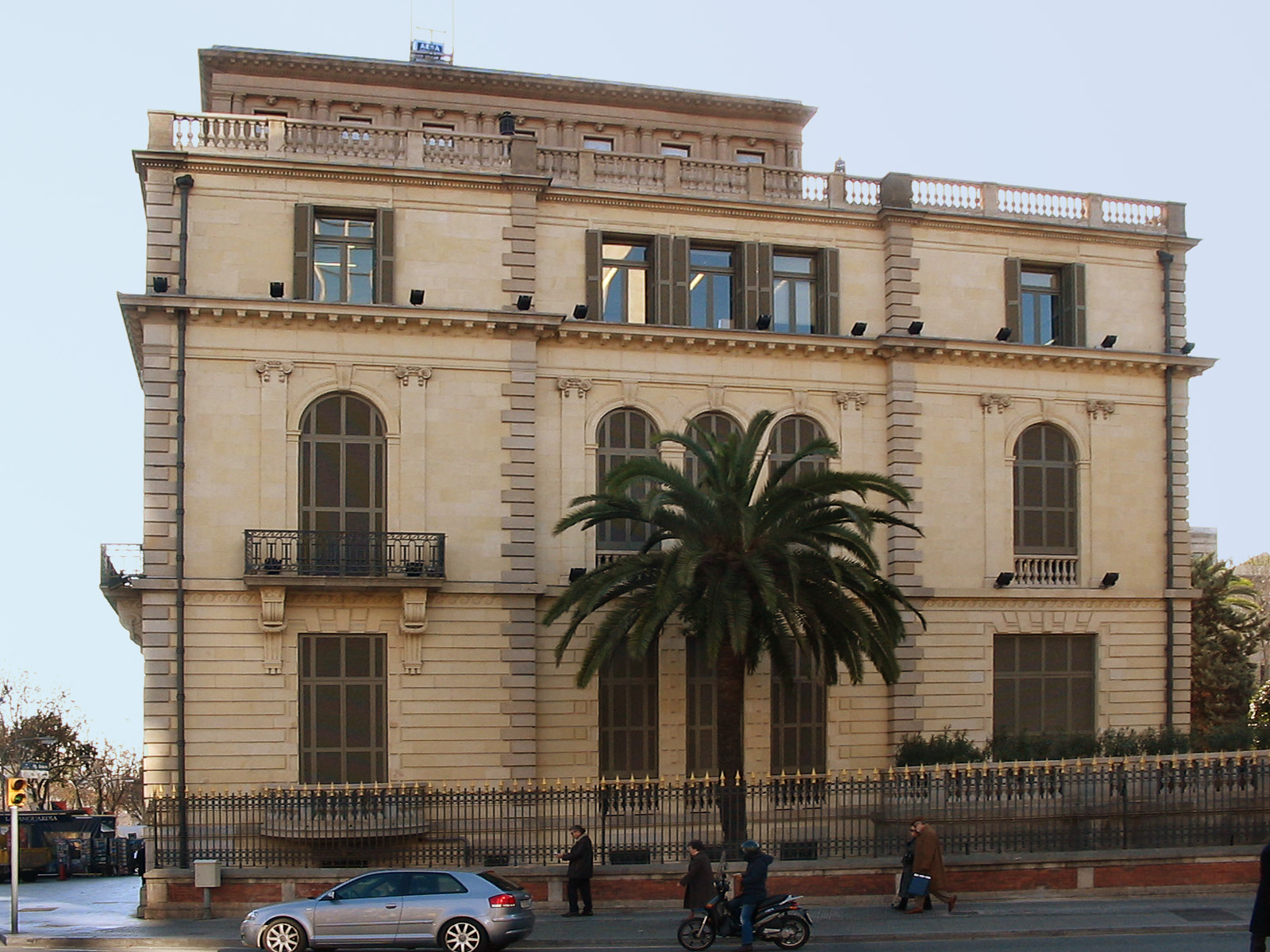
Vista del Palacio Robert desde la Avenida Diagonal.

El palacio Robert (en catalán Palau Robert) es un edificio situado en número 107 del Paseo de Gracia, esquina con la Avenida Diagonal, en la ciudad de Barcelona. Fue construido entre 1898 y 1903 como residencia privada de Robert Robert i Surís, marqués de Robert, un influyente aristócrata, financiero y político catalán de origen gerundense. El edificio actualmente es propiedad de la Generalidad de Cataluña y acoge un centro cultural, consta de tres salas de exposiciones, un espacio para conciertos, el Centro de Información de Cataluña, una oficina de turismo de la ciudad, una librería y unos jardines abiertos al público.

## Historia
El financiero Roberto Robert y Surís adquirió las construcciones situadas en la esquina del paseo de Gracia con la Diagonal, para derribarlas y construir su residencia privada al estilo de otras mansiones construidas en el Paseo de Gracia. Confió el proyecto al arquitecto francés Henri Grandpierre y la construcción fue dirigida por el arquitecto Joan Martorell.
Robert murió en el año 1929 y su familia puso el palacio en venta en 1934. En 1936, el arquitecto Francesc de Paula Nebot, por encargo del siguiente marqués de Robert, proyectó un nuevo edificio llamado "The Lido" en el mismo solar, que consistiría en un hotel, teatro, salón de fiestas, cabaré y frontón. El proyecto se canceló y en noviembre de 1936 el consejero primero Josep Tarradellas convirtió el Palacio Robert en la sede de la Consejería de Cultura de la Generalidad de Cataluña, ya en plena guerra civil española (1936-1939).
Después de la guerra, la familia Robert recuperó el palacio y el año 1944 el arquitecto Francesc Nebot, Ramón de Dalmases y Villavecchia, segundo marqués de Mura, y José Abelló Calderó constituyeron una sociedad para construir un hotel y sala de espectáculos. Años después Julio Muñoz Ramonet compró el edificio, pero entró en conflicto con el Banco Central que se convirtió en el propietario del edificio. El 11 de mayo de 1981 fue adquirido por la Generalidad de Cataluña, conjuntamente con el edificio de oficinas adyacente, por 630 millones de pesetas. El 18 de noviembre de 1997 abrió sus puertas con el nombre de "Palau Robert. Centro de Información de Cataluña" como centro de exposiciones, publicaciones, actos, conciertos y otras actividades.

## El edificio
El edificio es un ejemplo de arquitectura neoclásica, construido con piedra del macizo del Montgrí. El proyecto fue otorgado por concurso al arquitecto francés Henri Grandpierre, que había trabajado en la Exposición Universal de París (1900), las obras fueron dirigidas entre 1898 y 1903 por el arquitecto Joan Martorell.
Es un edificio de planta rectangular articulado en torno a un patio interior abierto con una claraboya. Su estilo clasicista se aleja del modernismo vigente en la época. En 1904 obtuvo una mención en el Concurso anual de edificios artísticos instaurado por el Ayuntamiento de Barcelona.
El jardín fue diseñado por el jardinero municipal Ramón Oliva, que posteriormente también diseñó los de la Plaza de Cataluña. Las numerosas palmeras del jardín procedían de la Exposición Universal de Barcelona de 1888.
En el año 2003 la arquitecta Silvia Farriol remodeló las antiguas cocheras y el jardín. Las viejas dependencias destinadas a guardar los vehículos de los propietarios se convirtieron en dos salas polivalentes. Se derribó el muro de la calle de Córcega y fue sustituido por una reja que permite ver el jardín desde la calle. El mobiliario fue obra de Miguel Milá y el diseño fue de Bet Figueras, arquitecta paisajista.